# Hoplopheromerus armatipes
Hoplopheromerus armatipes là một loài ruồi trong họ Asilidae. Hoplopheromerus armatipes được Macquart miêu tả năm 1855.